# Ivonka Survilla
Ivonka Survilla, bjeloruska je političarka, prevoditeljica i slikarica, predsjednica bjeloruske vlade u izbjeglištvu.
Rođena je u na području negdašnje Zapadne Bjelorusije 1936. godine. Četiri godine kasnije, nakon sovjetske aneksije tog područja, njezin otac biva uhićen i osuđen na pet godina prisilnog rada u gulagu, ali je pobjegao tijekom njemačkog napada na Sovjetski savez. Obitelj je 1944. pobjegla u Istočnoj Pruskoj, otkuda s tisućama izbjeglicama stižu u Dansku, gdje nekoliko godina žive u izbjegličkom kampu. Putem do Danske, jedna od njezinih sestara je umrla. 
Godine 1948. obitelj se nastanjuje u Parizu, gdje studira na Školi lijepih umjetnosti te maturira humanističke znanosti na Sorbonni. Godine 1959. udaje se za Janka Survilla, bjeloruskog ekonomista i radijskog aktivista, s kojim je vodila radijske programe na bjeloruskom jeziku. Deset godina kasnije sele se u Kanadu, gdje se Ivonka zapošljava kao prevoditeljica za kanadsku federalnu vladu, za koju radi do umirovljenja 1996. godine.
Godine 1997. izabrana je za prvu predsjednicu bjeloruske vlade u egzilu, kao i za prvu predsjednicu od raspada Sovjetskog saveza i uspostave neovisne Bjelorusije. Jedna je od potpisnica Praške deklaracije o savjesti Europe i o komunizmu.
Kao slikarica izlagala je na tridesetak skupnih i samostalnih izložbi.